# Søren Brostrøm
Søren Brostrøm (født 4. juni 1965 i Aarhus) er en dansk speciallæge i gynækologi og obstetrik. Han var fra oktober 2015 til 2023 direktør for Sundhedsstyrelsen og var før det – fra september 2011 –  ansat som chef for enheden for Sygehuse og Beredskab i samme styrelse. Før han var i Sundhedsstyrelsen, var han ansat som overlæge på Herlev Hospital og lektor ved Københavns Universitet. Derudover blev han medlem af WHO's Standing Committee of the Regional Committee (SCRC) i september 2017 og blev valgt som formand for denne i 2019. Han har været medlem af WHO's globale bestyrelse (Executive Board) siden maj 2021. Fra 2023 ansat som seniorrådgiver i WHO i Genève.

## Baggrund
Brostrøms forældre var begge uddannede læger. Hans mor var børnelæge og hans far kræftforsker. Faren døde, da Brostrøm var 11 år gammel, og familien flyttede til Mobile i Alabama, hvor Brostrøm oplevede anderledes samfundsforhold.
Søren Brostrøm var i starten af 1980'erne international sekretær i Danmarks Kommunistiske Ungdom.
Efter studentereksamen fra Gl. Hellerup Gymnasium blev Brostrøm uddannet på Københavns Universitet som læge. Han fuldførte sit turnusophold ved hospitalet i Holstebro. Han har en ph.d., en speciallægeuddannelse i gynækologi og obstetrik, og en Master of Public Administration fra Copenhagen Business School.
Brostrøm blev i 2021 hædret som årets LGBT+person ved Danish Rainbow Awards.

## Bøger
Søren Brostrøm var medforfatter, sammen med Niels Saxtrup, på bogen Subjektivt og Objektivt, som bruges af mange medicinstuderende og unge læger ude i klinikken.

## COVID-19-pandemien
Under COVID-19-pandemien i 2020 blev Brostrøm landskendt, da han dukkede op til en række vigtige pressemøder om sygdommen i Danmark sammen med statsminister Mette Frederiksen, og han er af flere medier blevet refereret til som Danmarks "coronageneral".